# 2004 FH
2004 FH er en nærjords-asteroide af Aten-typen. Den blev opdaget d. 16. marts 2004 af det NASA-støttede LINEAR asteroid survey. Asteroiden er omkring 30 meter i diameter og passerede Jorden i bare 43.000 km afstand fra Jordens overflade d. 18. marts 2004 kl. 22:08 UTC. Det er den næsttætteste afstand der er registreret, kun overgået af Duende i februar 2013. Til sammenligning har geostationære satellitter en afstand til jordens overflade på 35.790 km. Sidst 2004 FH var nogenlunde tæt på Jorden var d. 10. jan. 2018 kl. ca. 13 (der er en usikkerhed på ca. 19 min.) Det var i en afstand på ca. 7,7 mio.km.
FH 2004 er ikke kun en nærjords-asteroide, men også en nær-Venus-asteroide, idet den krydser både Jordens Og Venus baner. Desuden har den en meget lav inklination (banehældning) på kun godt 0,02 grad, hvilket ikke er normalt, og stort set er i samme plan som Jorden.
Den 17. Marts 2044 vil asteroiden passere Jorden i en afstand af 1,79 mio km. Fire år senere vil den dog passere Venus i en afstand af 1,06 mio km.
Asteroiderne 2004 FU og 2009 DD, har passeret jorden senere i en tættere afstand, ligesom Duende der i 2014 blev den tætteste registrerede asteroide nogensinde. 

## KIlder
1. ↑  JPL Small-Body Database Browser (2004 FH) Arkiveret 10. august 2020 hos  Wayback Machine, 6 apr. 2017, JPL, Hentet 24. juni 2017

1. Chesley, Steven R; Chodas, Paul W. Recently Discovered Near-Earth Asteroid Makes Record-breaking Approach to Earth Arkiveret 8. marts 2017 hos  Wayback Machine. Pasadena, California (USA): NASA Near Earth Object Program Office. March 17, 2004.

- Official press release by NASA Arkiveret 8. marts 2017 hos  Wayback Machine